# Chloridolum tonguanum
Chloridolum tonguanum là một loài bọ cánh cứng trong họ Cerambycidae.